# Oakport
Oakport és una concentració de població designada pel cens dels Estats Units a l'estat de Minnesota. Segons el cens del 2000 tenia 1.334 habitants.

## Demografia
Segons el cens del 2000, Oakport tenia 1.334 habitants, 446 habitatges, i 400 famílies. La densitat de població era de 169,4 habitants per km².
Dels 446 habitatges en un 45,1% hi vivien nens de menys de 18 anys, en un 83,2% hi vivien parelles casades, en un 4,3% dones solteres, i en un 10,3% no eren unitats familiars. En el 9,2% dels habitatges hi vivien persones soles el 2,7% de les quals corresponia a persones de 65 anys o més que vivien soles. El nombre mitjà de persones vivint en cada habitatge era de 2,99 i el nombre mitjà de persones que vivien en cada família era de 3,14.
Per edats la població es repartia de la següent manera: un 30% tenia menys de 18 anys, un 6,1% entre 18 i 24, un 31% entre 25 i 44, un 24,7% de 45 a 60 i un 8,1% 65 anys o més.
L'edat mediana era de 38 anys. Per cada 100 dones de 18 o més anys hi havia 103,5 homes.
La renda mediana per habitatge era de 62.500 $ i la renda mediana per família de 63.958 $. Els homes tenien una renda mediana de 42.130 $ mentre que les dones 26.316 $. La renda per capita de la població era de 22.506 $. Entorn de l'1% de les famílies i l'1,8% de la població estaven per davall del llindar de pobresa.

## Poblacions més properes
El següent diagrama mostra les poblacions més properes.